# Helena Wolińska-Brus
Pour les articles homonymes, voir Wolińska et Brus (homonymie).
Helena Wolińska-Brus (28 février 1919 - 27 novembre 2008) est une procureure militaire de la République populaire de Pologne d'après-guerre, avec le rang de lieutenant-colonel (podpolkovnik), impliquée dans les parodies de procès des années 1950 du régime stalinien. Elle est notamment impliquée dans l'arrestation et l'exécution de nombreux combattants de la résistance polonais lors de la Seconde Guerre mondiale, y compris des personnalités de l'Armia Krajowa. La Pologne post-communiste demande son extradition depuis le Royaume-Uni à trois reprises entre 1999 et 2008. Les accusations officielles contre elle sont initiées par l'Institut de la mémoire nationale, qui enquête sur les crimes nazis et communistes commis en Pologne entre 1939 et 1989.
Wolińska-Brus est accusée de « complicité de meurtre par un tribunal », qui est classé comme un crime stalinien et un crime de génocide et est passible d'une peine de dix ans d'emprisonnement au maximum. Elle est également accusée d’avoir organisé l’arrestation illégale, l’enquête et le procès du général polonais August Emil Fieldorf, commandant de l’Armia Krajowa pendant la Seconde Guerre mondiale. Fieldorf est exécuté le 24 février 1953, à l'issue d'une parodie de procès, et enterré dans un lieu secret. Son corps n'a jamais été montré à sa famille. Un rapport de 1956 commandé pendant la période de déstalinisation de la Pologne conclu que Wolińska-Brus a violé l'État de droit en étant impliquée dans des enquêtes partiales et a également organisé des procès douteux aboutissant souvent à des exécutions.

## Biographie
Wolińska-Brus est née dans une famille juive à Varsovie, où elle se marie avec Włodzimierz Brus (en) (né Beniamin Zylberberg). Ils sont séparés pendant l'occupation allemande de la Pologne après que Wolińska-Brus se soit échappée du ghetto de Varsovie. Elle rejoint la Gwardia Ludowa et devient la maîtresse de son commandant, Franciszek Jóźwiak, qu'elle épouse en 1942, pensant son premier mari mort. Cependant, elle retrouve Brus en 1944 et ils se remarient en 1956, après qu'elle s'est séparée de Jóźwiak, alors vice-ministre du ministère de la Sécurité publique (1945-1949) et membre du Politburo du Parti ouvrier unifié polonais (jusqu'en 1968). Elle est licenciée de son poste de procureure lors de l'Octobre polonais de 1956.
Wolińska-Brus et son premier mari quittent la Pologne après la crise politique polonaise en 1968 et passent le reste de leur vie au Royaume-Uni. Wlodzimierz Brus devient professeur d'économie à l'Université d'Oxford et meurt en 2007. Wolińska-Brus vit à Oxford jusqu'à sa mort, après avoir acquis la nationalité britannique.

## Demandes d'extradition
La première des trois demandes d'extradition de Wolińska-Brus vers la Pologne remonte à 1999, à la suite d'une enquête menée par l'Institut de la mémoire nationale. Une deuxième demande est soumise en 2001. Les accusations polonaises reposent sur l'affirmation selon laquelle Wolińska-Brus aurait fabriqué des preuves ayant conduit à l'exécution du général Emil Fieldorf ainsi qu'à l'arrestation injustifiée et à l'emprisonnement de 24 autres combattants de la résistance antinazie. Les deux demandes sont refusées par le Home Office ; notamment en raison de son âge avancé et de la longue période écoulée depuis les faits allégués.
Dans un entretien avec The Guardian, Wolińska-Brus déclare qu'elle ne retournera pas dans « le pays d'Auschwitz et de Birkenau », affirmant qu'elle ne bénéficiera pas d'un procès équitable en Pologne. Elle affirme également que ses accusateurs sont motivés par l'antisémitisme. L'interview contient aussi une citation de Maria, la fille de Fieldorf, accusant Wolińska-Brus d'avoir été «« l'une de ces carriéristes qui sont les piliers de toute dictature ».
Les accusations d'antisémitisme sont réfutées notamment par Władysław Bartoszewski, le ministre polonais des Affaires étrangères (1995, 2000-2001), soldat de l'Armia Krajowa (1942-1945) et rescapé d'Auschwitz, également poursuivi par Wolińska-Brus : « Sur mon d'acte d'accusation, au crayon rouge, se trouve la signature d'Helena Wolińska. Affirmant les accusations portées contre moi, elle savait que j'étais cofondateur de Żegota. Je suis un exemple vivant du fait que les déclarations faites par Wolińska et certaines personnes qui l'entourent à propos de l'antisémitisme sont insensées. »
Les médias et le gouvernement polonais critiquent également l'inefficacité du processus d'extradition international.
En 2004, la Pologne adhère à l'Union européenne, ce qui rend possible une troisième tentative d'extradition de Wolińska-Brus. En janvier 2006, sa pension de procureure est révoquée et, plus tard dans l'année, le président polonais Lech Kaczyński lui retire l'Ordre Polonia Restituta, attribué par les autorités communistes polonaises en 1954. En 2007, l'Institut de la mémoire nationale demande aux procureurs polonais de lancer un mandat d'arrêt européen contre Wolińska-Brus, qui est dûment émis le 20 novembre 2007. Cependant, cette troisième tentative d'extradition échoue également.
Helena Wolińska-Brus meurt le 26 novembre 2008 à Oxford. Probablement pour éviter de nouvelles controverses, elle est enterrée deux jours avant la date des funérailles annoncée (le 5 décembre 2008), lors d'une cérémonie privée au cimetière de Wolvercote à Oxford, à laquelle peu de membres de sa famille assistent.

## Dans la culture populaire
- Le réalisateur polonais Paweł Pawlikowski s'est inspiré de Wolinska-Brus, qu'il avait rencontré plusieurs années auparavant, pour le personnage de Wanda dans son film Ida en 2013[11].